# لؤي هوساوي
لؤي هوساوي (مواليد 31 مارس 1998) هو لاعب كرة قدم سعودي يلعب حالياً في نادي رضوى.

## مسيرة اللاعب
لعب سابقاً في الفئات السنية في نادي الوحدة و لعب بعدها مع نادي الخلود ونادي وج ونادي عرعر ونادي الساحل ونادي الجبلين ونادي الشعلة ونادي رضوى.